# Caméléon (chanson)
Pour les articles homonymes, voir Caméléon (homonymie).
Singles de Maître Gims
Marabout Mi Gna
Caméléon est un single musical de Maître Gims sorti en décembre 2017 pour promouvoir son 3e album studio Ceinture noire.

## Classement
| Classement (2017-18)                    | Meilleure position |
| --------------------------------------- | ------------------ |
| Belgique (Wallonie Ultratop 50 Singles) | 32                 |
| France (SNEP)                           | 7                  |
| Suisse (Schweizer Hitparade)            | 38                 |

## Certification
| Pays          | Certification (2017-2018) |
| ------------- | ------------------------- |
| France (SNEP) | Platine                   |